# Alcalde T. Warner
Alcalde Theophilus Warner (* 28. Januar 1923 in Trinidad und Tobago; † 18. Februar 2004) war ein trinidadischer Jurist, der von 1968 bis 1972 das Amt des Generalstaatsanwalts von St. Vincent und die Grenadinen ausübte.

## Leben
Alcalde T. Warner war der Sohn von Aaron Theophilus Warner und dessen Ehefrau Lue Ann Warner. Er besuchte Grundschulen und das St. Mary’s College in Trinidad und Tobago. Später erhielt er eine juristische Ausbildung an der Inns of Court Law School. Im November 1957 wurde er in die Anwaltskammer Gray’s Inn aufgenommen. Er wurde zum Crown Counsel und Senior Crown Counsel ernannt sowie zum Assistant Solicitor General von Trinidad und Tobago, d. h. zum Assistenten des Obersten Anwalts des Landes, welcher von 1957 bis 1977 Cecil Kelsick (1920–2017) war.
Warner war vom 21. November 1968 bis zum 16. November 1972 unter der Regierung der St. Vincent Labour Party Generalstaatsanwalt von St. Vincent und die Grenadinen, mit Sitz des Büros in Kingstown. In dieser Funktion gehörte er von Amts wegen dem Kabinett und dem House of Assembly an. Er war auch Vorsitzender des Government Housing Loans Board (Wohnungsbaudarlehensbehörde).
1972 wurde Warner der Titel Queen’s Counsel (Kronanwalt) verliehen. Spätestens ab 1976 war er als Richter am High Court (Obersten Gerichtshof) von Trinidad und Tobago tätig. Mit Beginn der Amtszeit von Cecil Kelsick als Chief Justice 1983 wurde er zum Richter am Court of Appeal (Appellationsgericht) von Trinidad und Tobago ernannt und übte dieses Amt bis 1988 aus. 1988 wurde er auch, nunmehr als Richter im Ruhestand, vom Staat mit der Chaconia Medal in Gold ausgezeichnet.
Warner war zwischenzeitlich mit Sylvia Yvonne Warner, geb. Harper, verheiratet. Er hatte einen Sohn und eine Tochter. Bei seinem Tod im Jahr 2004 hinterließ er seine Ehefrau Margot Warner.